# Le Tranger
 Le Tranger  es una población y comuna francesa, en la región de  Centro, departamento de Indre, en el distrito de Châteauroux y cantón de Châtillon-sur-Indre.

## Demografía
| 367 | 299 | 240 | 225 | 191 | 162 |
| Para los censos de 1962 a 1999 la población legal corresponde a la población sin duplicidades (Fuente: INSEE [Consultar]) |     |     |     |     |     |